# 国鉄タキ24900形貨車
国鉄タキ24900形貨車（こくてつタキ24900がたかしゃ）は、かつて日本国有鉄道（国鉄）に在籍した私有貨車（タンク車）である。

## 概要
本形式は、醤油専用の35t 積タンク車として1974年（昭和49年）10月25日に1両（タキ24900）のみが、日本車輌製造にて製作された。
醤油を専用種別とする貨車は、本形式の他には例がなく唯一の存在であった。本形式登場以前はタキ3500形を用いて臨時専用種別として運用されていた。
落成時の所有者は、銚子醤油でありその常備駅は千葉県の銚子駅であった。その後1976年（昭和51年）に社名がヒゲタ醤油へ変更された。
タンク体は普通鋼（一般構造用圧延鋼材）製であり、積荷の品質保持のため内面にエポキシコーティングがほどこされた。荷役方式は、タンク上部のマンホールからの上入れ、吐出管からの下出し方式である。
車体色は黒色、寸法関係は全長は12,000mm、全幅は2,600mm、全高は3,869mm、台車中心間距離は7,800mm、実容積は29.6m3、自重は17.4t、換算両数は積車5.5、空車1.8であり、台車はベッテンドルフ式のTR41E-13である。
1987年（昭和62年）6月に廃車となり同時に形式消滅となった。在籍期間13年と短命な形式であった。